# Бурцев, Евгений Михайлович
Евгений Михайлович Бурцев (2 мая 1937, Иваново, СССР — 8 декабря 2000, Иваново, Россия) — советский и российский учёный-медик, доктор медицинских наук, профессор; член-корреспондент РАМН (1993), академик и член президиума Академии медико-технических наук (1994), действительный член Нью-Йоркской академии наук.
Автор более 320 научных работ, в том числе 8 монографий, по вопросам неврологии, ранней диагностики, лечении и профилактики сосудистых заболеваний головного мозга. Им было создано новое направление в клинической неврологии — возрастная ангионеврология.

## Биография
Родился 2 мая 1937 года в городе Иваново.
В 1961 году с отличием окончил Ивановский медицинский институт (ныне Ивановская государственная медицинская академия). Работал врачом в участковой больнице села Хотимль Южского района Ивановской области (1961—1963), затем в течение двух лет заведовал больницей.
В 1966 году окончил аспирантуру на кафедре нервных болезней Ивановского медицинского института. В 1967 году защитил кандидатскую диссертацию и с этого времени исполнял обязанности ассистента, а с 1972 года — доцента кафедры. В 1975 году — защитил докторскую диссертацию и в октябре 1976 года переехал в Иркутск, где был избран заведующим кафедрой нервных болезней Иркутского медицинского института (ныне Иркутский государственный медицинский университет). В марте 1979 года Евгений Бурцев был назначен ректором вновь организованного Иркутского государственного института усовершенствования врачей, в должности которого оставался до декабря 1987 года.
В конце 1987 года Е. М. Бурцев вернулся в Иваново, где в январе 1988 года был избран ректором Ивановского медицинского института. В 1994 году институт был преобразован в академию, которой он продолжал руководить вплоть до выхода на пенсию по состоянию здоровья в 1999 году. Под руководством Бурцева был защищено 6 докторских и 22 кандидатских диссертаций.
Умер 8 декабря 2000 года в Иваново. Был похоронен на Балинском кладбище.
Был награждён орденом Дружбы (1998), медалями и знаком «Почётный работник профессионального образования РФ». Удостоен звания Заслуженный деятель науки РСФСР (18.10.1991).

## Память
- На фельдшерско-акушерском пункте села Хотимль, где начал свою трудовую деятельность Е. М. Бурцев, в его честь установлена мемориальная доска[3].
- Имя Бурцева носит клиника Ивановской государственной медицинской академии[3].